# Titchfield
Titchfield – wieś w Anglii, w hrabstwie Hampshire, w dystrykcie Fareham. Leży 26 km na południowy wschód od miasta Winchester i 107 km na południowy zachód od Londynu.